# にんじん (小説)

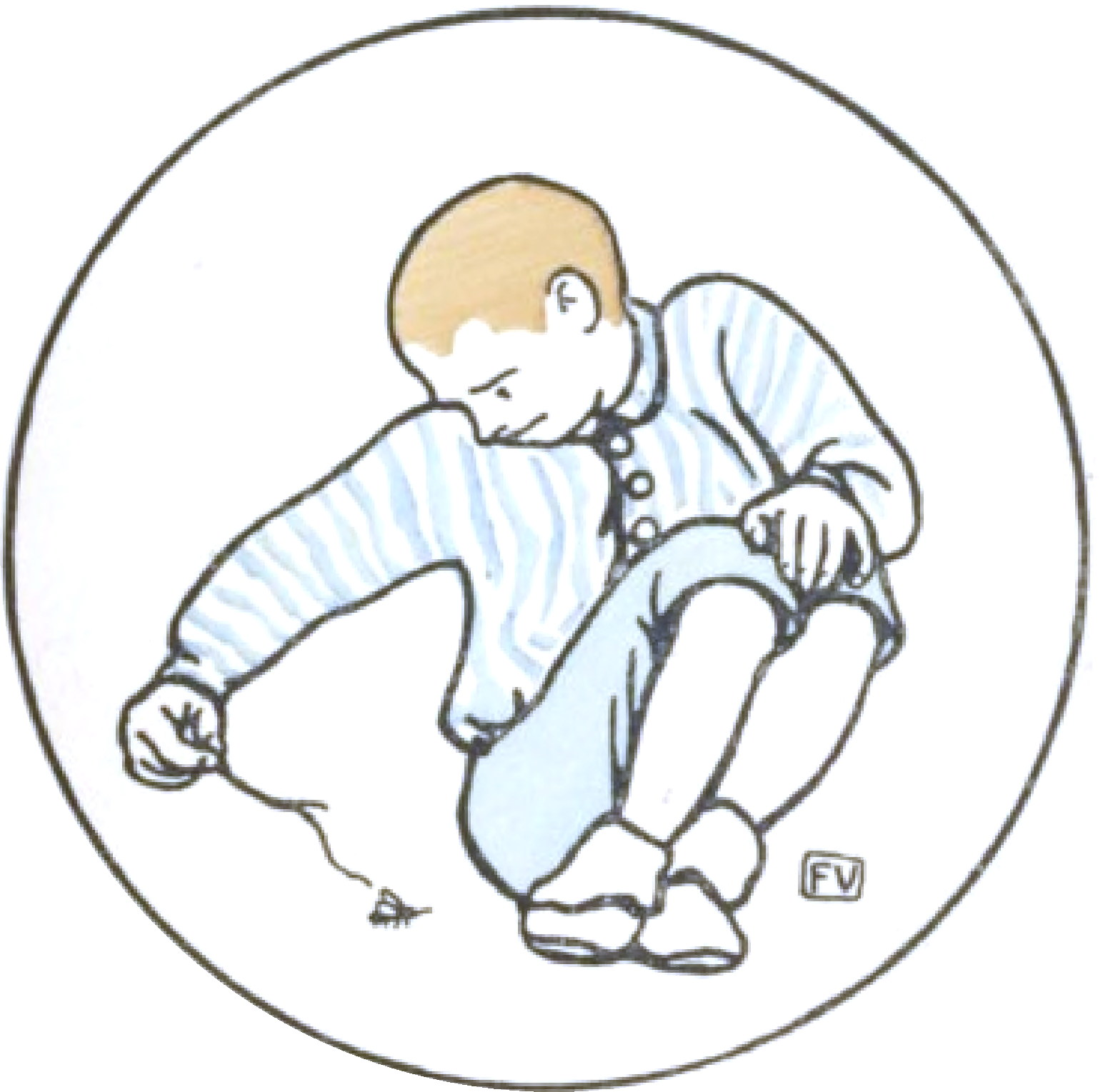

『にんじん』（仏語:Poil de carotte）は、1894年に出版されたジュール・ルナールの中編小説。

## 概略
ルナール自身の幼少期の体験をモチーフにして、「にんじん」という仇名で呼ばれる少年の日常を淡々と、かつユーモアを織り交ぜて書かれた小話集風の小説である。単行本の出版後、ルナール自身によって戯曲化され、1900年にアンドレ・アントワーヌが舞台化を手がけた。発表当初は大して話題に上らなかったが、演劇の上演が好評を博すると、大元になった小説も注目を集めるようになった。
日本では、1933年8月に白水社から初めて出版された岸田国士による日本語訳が有名である。岸田によれば「にんじん」は「おとなの愚劣さをあざ笑い」ながら人間として成長していくという。他に1962年に角川文庫より出版された窪田般彌の訳や、児童文学全集の収録作品としても親しまれている。戯曲については山田珠樹の訳が有名であり、『赤毛』の題名で1926年に博文館から出版された。2014年には、高野優の訳が新潮文庫から刊行されている。

## あらすじと特徴
フランソワ・ルピックは、赤い髪とそばかすのある顔のために、家族から「にんじん」という仇名で呼ばれ、不当な扱いを受けている。押し付けられる雑用、理不尽とも思える母親の怒り、自分に対して冷淡な父親をどうにかやり過ごし、時には皮肉とも言える視点で冷静に観察しながらにんじん少年は成長していく。
不幸なにんじん少年の物語はルナールを懐疑的な皮肉屋たらしめた原因の一端が幼少期にあることを覗かせ、緩叙的で密度の高い文体と感傷を取り去った客観的手法で物語は綴られる。一見すると奇行が目立つにんじんだが、その実全ての子供が持つ健全な精神と子供ならではの知恵を宿しており、読む者に将来の可能性を想起させる。

## 主な登場人物
フランソワ・ルピック
主人公の少年。モジャモジャの赤毛とそばかすだらけの顔から「にんじん」と呼ばれている。ルピック夫人は彼の奇行と、たまに見せる反抗的な態度を嫌悪する。
ルピック夫人
にんじんの母親。フェリックス、エルネスチーヌを溺愛するが、にんじんには2人と正反対の態度をとる。
ルピック氏
にんじんの父親。にんじんに対しては時折無関心とも思える態度を示す。内心ではにんじんのことを愛しているが、不器用なために行動に移せずにいる。
フェリックス
にんじんの兄。ものぐさで冷淡。学校での成績は悪い。
エルネスチーヌ
にんじんの姉。大人びた性格の美少女。にんじんにはぎりぎり愛情があるらしく、姉としては最低限の義務を果たしている。
オノリーヌ
ルピック家の女中。
マチルド
にんじんの女友達。

## 小説と戯曲の違い
小説と戯曲の大きな相違点は、小説では母とにんじんが愛情で通じ合う場面を山場として物語が締めくくられるのに対して、戯曲では父と子の葛藤を主題として書かれていることがある。小説では母親とのやりとりが中心で父親の影は薄かったが、戯曲では物語の大半がにんじんと父親の会話で構成されている。
また、戯曲は一幕物と短いため、登場人物はにんじん、ルピック氏、ルピック夫人、アネットの4人に絞られている。アネットは戯曲にだけ登場するルピック家にやって来たお手伝いであり、その一方で小説でそれなりに登場していたにんじんの兄フェリックスは会話でしか登場せず、姉のエルネスチーヌは一切出てこない。
にんじんの本名が「フランソワ」だということは戯曲を元にした映画やミュージカルの紹介などにも書かれているため、一部では知られた事実である。しかし、小説では「フランソワ」というにんじんの本名は一切登場せず、その後に書かれた戯曲で初めて登場したものである。光文社古典新訳文庫版の翻訳を担当した中条省平は、映画『にんじん』（戯曲版をもとに作られた）でにんじんの本名が出てくることについて、「本名をつけられないから「にんじん」なのに。」と述べている。

## 派生作品

### 映画
- 『Poil de Carotte』（1926年）（fr:Poil de carotte (film, 1925)）:ジュリアン・デュヴィヴィエ監督
- 『にんじん (1932年の映画)』（1932年）（fr:Poil de carotte (film, 1932)）:ジュリアン・デュヴィヴィエ監督、ロベール・リナン（fr:Robert Lynen）主演。1934年に日本でも公開された。
- 『Poil de Carotte』（1952年）（fr:Paul Mesnier）ポール・メスナー監督
- 『Poil de Carotte』（1972年）（fr:Poil de carotte (film, 1973)） アンリ・グラジアニ（fr:Henri Graziani）監督、フィリップ・ノワレが父親を演じた。
- 『Poil de Carotte』（2003年）:リシャール・ボーランジェ監督

### アニメ
- まんが世界昔ばなし54話（105話）『にんじん』

（1977年）10月13日放送:TBS、ダックスインターナショナル、ワールドテレビジョン製作。脚本:才賀明、演出:西萩秀夫
- 『Poil de Carotte』（1997年）:フランス5製作。2000年にBS2の衛星アニメ劇場で放送された。

### 舞台
- 音楽劇『にんじん』（1979年・1983年・2017年）：主演は大竹しのぶ[11]、伊藤つかさ。

### 漫画
- 『にんじん』（岡田和画、ユニコン出版、世界名作コミック） 1977年
- 『漫古☆知新』漫☆画太郎作。（2022年）- 少年ジャンプ+。

## 日本語訳
- 岸田国士訳 白水社 1933 のち岩波文庫
- 窪田般彌訳 1962 角川文庫
- 辻昶訳 1966 旺文社文庫
- 榊原晃三訳 1970 潮文庫
- 大久保洋訳 1972 講談社文庫
- 高野優訳 2014 新潮文庫
- 中条省平訳 2017 光文社古典新訳文庫